# 斯蒂茨鎮區 (伊利諾伊州聖克萊爾縣)
斯蒂茨鎮區（英語：Stites Township）是位於美國伊利諾伊州聖克萊爾縣的一個行政鎮區。

## 地方資料
根據2010年美國人口普查的數據，斯蒂茨鎮區的面積為6.10平方千米，當中陸地面積為5.60平方千米，而水域面積為0.50平方千米。當地共有人口709人，而人口密度為每平方千米116.23人。